# Władysława Papis
Władysława Papis (właśc. Eugenia Władysława Papis; ur. 13 sierpnia 1930 w Warszawie, zm. 16 kwietnia 2016 tamże) – polska krawcowa, tercjarka, znana jako osoba mająca objawienia w Warszawie w latach 1943–1949.

## Życiorys
Urodziła się jako córka Jana i Józefy Fronczaków w wielodzietnej rodzinie robotniczej. W 1936 rodzice zakupili działkę na Siekierkach i postawili na niej dom, który został spalony w trakcie II wojny światowej. Odtąd rodzina zamieszkiwała w wynajętym mieszkaniu. 20 czerwca 1941 przystąpiła do pierwszej komunii świętej w kościele św. Kazimierza w Warszawie. W 1942 rodzina przeniosła się na poddasze drewnianego domu przy ulicy Gościniec 6 na Siekierkach. Tutaj w okresie od 3 maja 1943 do 15 września 1949 miała się jej objawiać Maryja, a następnie Jezus. Jak twierdziła, widziała i słyszała Jezusa oraz Matkę Bożą. Objawienia te zapoczątkowały szerzący się do dziś kult. Staraniem władz kościelnych w miejscu, gdzie miało do nich dojść w Warszawie-Siekierkach, w 1946 wybudowano kaplicę, a następnie sanktuarium Matki Bożej Nauczycielki Młodzieży.
W międzyczasie 8 grudnia 1947 wstąpiła do Franciszkańskiego Zakonu Świeckich w parafii św. Bonifacego w Warszawie, a w latach następnych ukończyła kurs dla katechetów. Po wojnie ukończyła również państwowe gimnazjum krawieckie, zostając krawcową. 5 czerwca 1949 wyszła za mąż za Adolfa Papisa, doczekawszy się czwórki potomstwa. W 2003 wydała książkę pt. Spotkania z Matką Bożą w Warszawie na Siekierkach 1943−2003 na podstawie prowadzonego przez nią dzienniczka, którego pisanie polecił jej zmartwychwstaniec o. Feliks Szmit. W 2013 ojcowie pijarzy zwrócili się do warszawskiego ordynariusza kard. Kazimierza Nycza z prośbą o potwierdzenie prawdziwości wizji i orędzi przekazanych Władysławie Papis. Kuria warszawska powołała komisję historyczno-teologiczną, która badała treści i pozytywnie oceniła fakt tych objawień, przekazując sprawę pod osąd teologów.
Zmarła 16 kwietnia 2016 w swoim mieszkaniu na Sadybie, a następnie 22 kwietnia została pochowana na cmentarzu Czerniakowskim w grobowcu rodzinnym.

## Publikacje
- Eugenia Władysława Papis, Spotkania z Matką Bożą w Warszawie na Siekierkach 1943−2003, wyd. 1, Warszawa-Siekierki: Sanktuarium Matki Bożej Nauczycielki Młodzieży, 2003, ISBN 978-83-901027-4-0, OCLC 1003021533 [zarchiwizowane z adresu 2018-12-09]. Brak numerów stron w książce[6]